# Solar Sentinels
As Solar Sentinels é uma missão espacial planejada pela NASA, para estudar o Sol durante seu máximo solar, o último antes do início do programa Órion. Seis espaçonaves serão lançadas, que irão separar-se em três grupos. O projeto Solar Sentinels é parte do programa da NASA Living With a Star.